# Condate fabularis
Condate fabularis là một loài bướm đêm trong họ Erebidae.